# Агнес де Пуатьє
Агнес де Пуатьє (нім. Agnes von Poitou; бл. 1025 — 14 грудня 1077) — регентка Німеччини та правителька Баварського герцогства в 1055—1061 роках.

## Життєпис

### Імператриця
Походила з роду Рамнульфідів. Молодша донька Вільгельма V, герцога Аквітанії, та Агнес (донька Оттон-Вільгельма, герцога Бургундії). Народилася близько 1025 року в Пуатьє. Була освіченою і побожною дівчиною, яка мала тісні зв'язки з Клюнійським абатством, особливо Гуго Великим.
В 1043 році в Майнці вона була коронована як королева Німеччини, а 21 листопада того ж року в імператорського палаці в Інгельгаймі відбулося її весілля з Генріхом III. Їхня коронація імператорською короною відбулася в Римі 25 грудня 1046 року. Як і її чоловік, вона не заохочувала розбещеність і розгульність придворного життя. Так, на весіллі Генріха і Агнес були скасовані звичайні в таких випадках виступи блазнів і акробатів, мандрівних фіглярів.
Агнес підтримала спроби чоловіка ввести в Німеччині звичаї Божого світу (treuga dei), припинити звичайні для країни нескінченні чвари і кровну помсту. Втім, за життя Генріха III Агнеса, яка народила шістьох дітей, відкрито не виступала на політичній сцені.

### Регентша
Після смерті чоловіка 5 жовтня 1056 року Агнеса перебрала на себе регентство при малолітньому німецькому королі Генріху IV. Також вона безпосередньо стала керувати Баварським герцогством після смерті свого другого сина Конрада II.
На початку свого правління Агнеса здобула підтримку з боку Гуго Великого, абата Клюні, та папи римського Віктора II. Основною турботою Агнеси де Пуатьє було підтримання миру в імперії. Віктор II, якому свого часу Генріх III допоміг посісти папський престол, тепер піклувався про підтримку рівноваги між володарем, знаттю і шляхтою Імперії та її єпископатом.
Водночас Агнеса намагалася зміцнити власну владу та свого сина Генріха IV, надаючи знаті значні володіння. У 1056 році вона передала Каринтійське герцогство Конраду III з роду Еццонідів, в 1057 році надала Рудольфу фон Рейнфельдену герцогство Швабію, який отримав також як адміністратор в управління Бургундське королівство. 1059 року той став зятем Агнес.
Герцогство Баварія вона передала 1061 року Оттона, графу Нордгейма з Саксонії. Останньому також регентша доручила охорону кордону з Угорщиною. Оттону Нордгеймскому вдалося посадити на угорський трон Саломона з династії Арпадів, що одружився в 1063 році на доньці Агнес.
Завдяки цій політиці Агнеса мала в країні виняткову повагу й авторитет. Водночас усі ці земельні подарунки сприяли ослабленню центральної влади і самої Салічної династії.
У 1057 році помер папа римський Віктор II, і в політиці Агнес де Пуатьє щодо римської курії відбулися зміни. В цей час вона відійшла від підтримки клюнійської реформи. Водночас втрутилася в процес обрання папи римського, підтримавши Стефана IX проти антипапи Бенедикта X, обраного римською знаттю. Після смерті Стефана IX регентша підтримала Ансельма, єпископа Лукки, проти Гільдебранда Сованського. Зрештою надала допомогу єпископу Флорентійському, який став папою римським Миколаєм II.
Втім Миколай II 1059 року на Латеранському соборі видав папську буллу, якою визначив новий порядок обрання пап — через голосування кардиналів — що йшло в протиріччя як з інтересами імперії, так і римського нобілітету.
Відносини між Римом і Імперією почали швидко погіршуватися, після відмови у 1060 році підтвердити інвеституру Зігфріда на посаду архієпископа Майнцького, якого підтримала регентша.
Після смерті Миколая II 19 липня 1061 року кардинали обирають новим папою римським єпископа Лукки Ансельма під іменем Олександр II. У відповідь на це Агнеса де Пуатьє висуває свого кандидата — Кадала, єпископа Парми, під іменем Гонорія II). Так почалася тривала схизма, що закінчилася лише на соборі в 1064 році поваленням Гонорія II. Поразка в цій релігійній боротьбі завдало імператриці вельми відчутний удар, вона також змушена була розділити провину за розкол в імперській церкві, викликаний всіма цими подіями. Вважаючи себе відповідальною за кризу в церкві й поразки в політиці, яку вона проводила щодо Риму, Агнеса відходить від активної політичної діяльності, готуючи себе до духовного життя.
Тоді помічником регента було призначено Генріха, єпископа Аугсбургу. Це призначення Генріха не знайшло підтримки в багатьох знатних людей Німеччини, які вважали, що в його основі лежить любовний зв'язок між Генріхом й імператрицею. Виховання ж юного Генріха IV міністрелями призвело до змови і відкритого виступу в 1062 році, коли юний імператор був викрадений групою аристократів на чолі з Анно II, архієпископом Кельнським, і доставлений у дюссельдорфський бург Кайзерверті, де далі виховувався.
Після подій в Кайзерверті Агнеса веде релігійне, духовне життя. Водночас вона залишається регентшею і не наважується піти, як вона хотіла, до монастиря, оскільки була єдиним гарантом сходження сина на трон і продовження Салічної династії в імперії.

### Подальше життя
1062 року Агнес зреклася влади на користь Анно II, архієпископа Кельна, Зігфріда I, архієпископа Майнцу, та Адальберга, архієпископа Бремена. Втім Агнес де Пуатьє зберегла частковий вплив, намагаючись відновити опіку над сином.
Лише після вступу Генріха IV в його суверенні права в березні 1065 року його мати змогла здійснити давно задуману нею подорож до Італії. Тут Агнес поселяється в монастирі Фруттуарія, підтримує монастирі Монтекассино і Суб'яко.
Крім того, Агнес де Пуатьє виступала радницею пап римських Олександра II і Григорія VII, захищаючи при цьому інтереси свого сина Генріха IV. Померла в 1077 році в Римі, 1078 року похована в Соборі Святого Петра.

## Родина
Чоловік— Генріх III, імператор Священної Римської імперії.
Діти:
- Аделаїда (1045—1096), абатиса Гандергейму
- Гізела (1047—1053)
- Матильда (1048—1060), дружина Рудольфона фон Рейнфельдена, герцога Швабії
- Генріх (1050—1106), імператор у 1056—1106 роках
- Конрад (1052—1055), герцог Баварії у 1054—1055 роках
- Юдіт (1054—1092/1096), дружина 1) Соломона Арпада, короля Угорщини; 2) Владислава I, князя Польщі